# Саня Мірза
Саня Мірза (англ. Sania Mirza, 15 листопада 1986) — індійська тенісистка, що в основному спеціалізується на грі в парі. Вона багаторазова чемпіонка турнірів Великого шолома в парному жіночому розряді та в міксті.  
Саня Мірза народилася в Мумбаї в робітничій мусульманській родині, яка незабаром перебралася до Гайдерабаду. Дівчина почала грати в теніс у шість років під керівництвом батька. Вона мала успішну юніорську кар'єру, зокрема виграла Вімблдонський турнір 2003 року в парі з Алісою Клейбановою. В турнірах ITF серед дорослих вона грала з 2001 року, а в 2003 році вперше виступила в змаганнях під егідою WTA-туру.

## Спортивна кар'єра
Мірза мала досить успішну кар'єру в одиночному розряді. Вона стала найкращою індійською тенісисткою в історії, першою із індійських тенісисток перетнула межу 1 млн. доларів призових грошей, добралася до 27 сходинки в рейтингу WTA. Втім, травма зап'ястя змусила її облишити одиночну гру, й з 2013 року вона виступає тільки в парному розряді. 

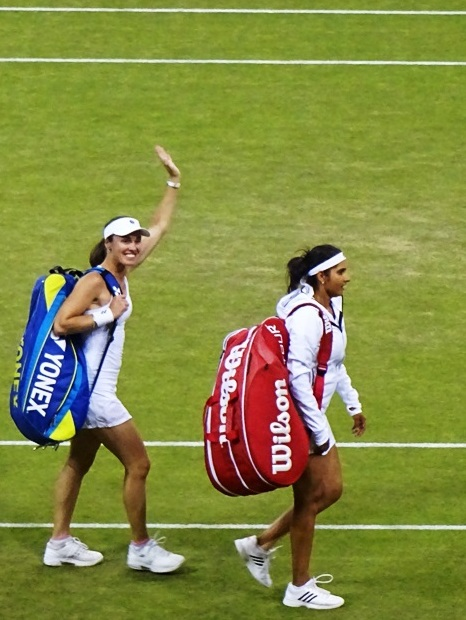
Саня Мірза та Мартіна Хінгіс на Вімблдоні 2015.

Особливо успішною стала її пара з Мартіною Хінгіс, після другого повернення Хінгіс у великий теніс. Мартіна теж виступає тільки в парному розряді.   Пара Хінгіс —Мірза станом на січень 2016 року виграла три турніри Великого шолома: Вімблдонський турнір 2015, Відкритий чемпіонат США 2015 та Відкритий чемпіонат Австралії 2016. Ці успіхи дозволили Мірзі з квітня 2015 року зайняти найвищу сходинку в рейтингу парних тенісисток.
У міксті вона двічі вигравала турніри Великого шолома з Магешем Бгупаті: Відкритий чемпіонат Австралії 2009 та Відкритий чемпіонат Франції 2012, Третю велику перемогу вона здобула в парі з Бруно Суарешем на Відкритому чемпіонаті США 2014.

## Стиль гри
За стилем гри Мірза — агресивний гравець задньої лінії. Основна її сила — потужний форхенд. Вона також непогано грає з льоту. Недоліками в грі Сані є невисока рухливість та слабка друга подача.

## Особисте та суспільне життя
Саня Мірза одружена з пакистанським крикетистом Шоаїбом Маліком. Весільна церемонія відбулася 12 квітня 2010 року в Гайдарабаді. 
Вона має свою власну тенісну академію. 
Мірза нагороджена численними індійськими урядовими нагородами, зокрема 2016 року Падма Бхушан. Оголошена послом доброї волі ООН від Південної Азії.
Мусульманські кола  Індії критикують Мірзу за негідний жінки одяг на корті: теніски та короткі спіднички. Через це, запобігаючи можливим нападам, її матчі в Індії проходять під посиленою охороною. Як наслідок, Саня припинила виступати в Індії. Індуські політичні кола критикують її за те, що вона «пакистанська невістка», а тому негідна бути представником свого штату.

## Фінали турнірів Великого шолома

### Пари: 4 (3–1)
| Результат | Рік  | Турнір          | Поверхня | Партнерка      | Супротивниці                      | Рахунок            |
| --------- | ---- | --------------- | -------- | -------------- | --------------------------------- | ------------------ |
| Поразка   | 2011 | French Open     | Ґрунт    | Олена Весніна  | Андреа Главачкова Луціє Градецька | 4–6, 3–6           |
| Перемога  | 2015 | Wimbledon       | Трава    | Мартіна Хінгіс | Катерина Макарова Олена Весніна   | 5–7, 7–6(7–4), 7–5 |
| Перемога  | 2015 | US Open         | Хард     | Мартіна Хінгіс | Кейсі Деллаква Ярослава Шведова   | 6–3, 6–3           |
| Перемога  | 2016 | Australian Open | Хард     | Мартіна Хінгіс | Андреа Главачкова Луціє Градецька | 7–6(7–1), 6–3      |

### Мікст: 7 (3–4)
| Результат | Рік  | Турнір              | Поверхня | Партнер       | Супротивники                          | Рахунок          |
| --------- | ---- | ------------------- | -------- | ------------- | ------------------------------------- | ---------------- |
| Поразка   | 2008 | Australian Open     | Хард     | Магеш Бгупаті | Сунь Тяньтянь Ненад Зімоньїч          | 6–7(4–7), 4–6    |
| Перемога  | 2009 | Australian Open     | Хард     | Магеш Бгупаті | Наталі Деші Енді Рам                  | 6–3, 6–1         |
| Перемога  | 2012 | French Open         | Ґрунт    | Магеш Бгупаті | Клаудія Янс-Ігнацік Сантьяго Гонсалес | 7–6(7–3), 6–1    |
| Поразка   | 2014 | Australian Open     | Хард     | Горія Текеу   | Крістіна Младенович Деніел Нестор     | 3–6, 2–6         |
| Перемога  | 2014 | US Open             | Хард     | Бруно Соарес  | Абігейл Спірс Сантьяго Гонсалес       | 6–1, 2–6, [11–9] |
| Поразка   | 2016 | French Open         | Ґрунт    | Іван Додіг    | Мартіна Хінгіс Леандер Паес           | 6–4, 4–6, [8–10] |
| Поразка   | 2017 | Australian Open (3) | Хард     | Іван Додіг    | Абігейл Спірс Хуан Себастьян Кабаль   | 2–6, 4–6         |

### Пари серед дівчат: 1 (1–0)
| Результат | Рік  | Турнір    | Поверхня | Партнерка        | Супротивниці                      | Рахунок       |
| --------- | ---- | --------- | -------- | ---------------- | --------------------------------- | ------------- |
| Перемога  | 2003 | Wimbledon | Трава    | Аліса Клейбанова | Катержина Бемова Міхаелла Крайчек | 2–6, 6–3, 6–2 |

## Фінали турнірів WTA

### Одиночний розряд: 4 (1 титул, 3 поразки)
| Перемога – Легенда      |
| ----------------------- |
| Турніри Великого шолома |
| Tier I                  |
| Tier II (0–1)           |
| Tier III, IV & V (1–2)  |

| Фінали за покриттям |
| ------------------- |
| Тверде (1–3)        |
| Трава (0–0)         |
| Ґрунт (0–0)         |
| Килим (0–0)         |

| Результат | В-П | Дата     | Турнір                           | Категорія     | Покриття | Опонент           | Рахунок       |
| --------- | --- | -------- | -------------------------------- | ------------- | -------- | ----------------- | ------------- |
| Перемога  | 1–0 | Лют 2005 | Bangalore Open, Індія            | Tier IV       | Тверде   | Альона Бондаренко | 6–4, 5–7, 6–3 |
| Поразка   | 1–1 | Сер 2005 | Forest Hills Tennis Classic, США | Tier IV       | Тверде   | Луціє Шафарова    | 6–3, 5–7, 4–6 |
| Поразка   | 1–2 | Лип 2007 | Silicon Valley Classic, США      | Tier II       | Тверде   | Анна Чакветадзе   | 3–6, 2–6      |
| Поразка   | 1–3 | Лют 2009 | Pattaya Women's Open, Таїланд    | International | Тверде   | Віра Звонарьова   | 5–7, 1–6      |

### Парний розряд: 66 (43 титули, 23 поразки)
| Перемога – Легенда (до/після 2010)                |
| ------------------------------------------------- |
| Турніри Великого шолома (3–1)                     |
| Турніри WTA Tour (2–0)                            |
| Tier I / Premier M & Premier 5 / WTA 1000 (9–9)   |
| Tier II / Premier / WTA 500 (17–8)                |
| Tier III, IV & V / International / WTA 250 (12–5) |

| Фінали за покриттям |
| ------------------- |
| Тверде (35–12)      |
| Трава (1–0)         |
| Ґрунт (7–11)        |
| Килим (0–0)         |

| Результат | В-П   | Дата     | Турнір                                    | Категорія       | Покриття      | Партнер                | Опоненти                                       | Рахунок                |
| --------- | ----- | -------- | ----------------------------------------- | --------------- | ------------- | ---------------------- | ---------------------------------------------- | ---------------------- |
| Перемога  | 1–0   | Лют 2004 | Bangalore Open, Індія                     | Tier IV         | Тверде        | Лізель Губер           | Лі Тін Сунь Тяньтянь                           | 7–6(7–1), 6–4          |
| Перемога  | 2–0   | Лют 2006 | Bangalore Open, Індія                     | Tier IV         | Тверде        | Лізель Губер           | - Анастасія Родіонова - Олена Весніна          | 6–3, 6–3               |
| Поразка   | 2–1   | Кві 2006 | Amelia Island Championships, US           | Tier II         | Ґрунт         | Лізель Губер           | Асагое Сінобу Катарина Среботнік               | 2–6, 4–6               |
| Поразка   | 2–2   | Тра 2006 | Istanbul Cup, Туреччина                   | Tier III        | Ґрунт         | Алісія Молік           | Альона Бондаренко Анастасія Якімова            | 2–6, 4–6               |
| Поразка   | 2–3   | Лип 2006 | Мастерс Цинциннаті, US                    | Tier III        | Тверде        | Марта Домаховська      | Марія Елена Камерін Хісела Дулко               | 4–6, 6–3, 2–6          |
| Перемога  | 3–3   | Вер 2006 | Sunfeast Open, Індія                      | Tier III        | Тверде (i)    | Лізель Губер           | Юлія Бейгельзимер Юліана Федак                 | 6–4, 6–0               |
| Перемога  | 4–3   | Тра 2007 | Гран-прі принцеси Лалли Мер'єм, Марокко   | Tier IV         | Ґрунт         | Ваня Кінг              | Андрея Ехрітт-Ванк Анастасія Родіонова         | 6–1, 6–2               |
| Поразка   | 4–4   | Тра 2007 | İstanbul Cup, Туреччина                   | Tier III        | Ґрунт         | Латіша Чжань           | Агнешка Радванська Уршуля Радванська           | 1–6, 3–6               |
| Перемога  | 5–4   | Лип 2007 | Cincinnati Open, US (2)                   | Tier III        | Тверде        | Бетані Маттек-Сендс    | Аліна Жидкова Тетяна Пучек                     | 7–6(7–4), 7–5          |
| Перемога  | 6–4   | Лип 2007 | Silicon Valley Classic, US                | Tier II         | Тверде        | Шахар Пеєр             | Вікторія Азаренко Анна Чакветадзе              | 6–4, 7–6(7–5)          |
| Перемога  | 7–4   | Сер 2007 | Connecticut Open, US                      | Tier II         | Тверде        | Мара Сантанджело       | Кара Блек Лізель Губер                         | 6–1, 6–2               |
| Перемога  | 8–4   | Кві 2009 | Amelia Island Championships, US           | International   | Ґрунт         | Чжуан Цзяжун           | Квета Пешке Ліза Реймонд                       | 6–3, 4–6, [10–7]       |
| Перемога  | 9–4   | Вер 2010 | Guangzhou International Women's Open, КНР | International   | Тверде        | Едіна Галловіц         | Хань Сіньюнь Лю Ваньтін                        | 7–5, 6–3               |
| Перемога  | 10–4  | Бер 2011 | Indian Wells Open, US                     | Premier M       | Тверде        | Олена Весніна          | Бетані Маттек-Сендс Меган Шонессі              | 6–0, 7–5               |
| Перемога  | 11–4  | Кві 2011 | Charleston Open, US                       | Premier         | Ґрунт (green) | Олена Весніна          | Бетані Маттек-Сендс Меган Шонессі              | 6–4, 6–4               |
| Поразка   | 11–5  | Чер 2011 | Відкритий чемпіонат Франції з тенісу      | Grand Slam      | Ґрунт         | Олена Весніна          | Андреа Сестіні Главачкова Луціє Градецька      | 4–6, 3–6               |
| Перемога  | 12–5  | Лип 2011 | Washington Open, US                       | International   | Тверде        | Ярослава Шведова       | Ольга Говорцова Алла Кудрявцева                | 6–3, 6–3               |
| Перемога  | 13–5  | Лют 2012 | Pattaya Women's Open, Таїланд             | International   | Тверде        | Anastasia Rodionova    | Чжань Хаоцін Чжань Юнжань                      | 3–6, 6–1, [10–8]       |
| Поразка   | 13–6  | Лют 2012 | Dubai Tennis Championships, UAE           | Premier         | Тверде        | Олена Весніна          | Лізель Губер Ліза Реймонд                      | 2–6, 1–6               |
| Поразка   | 13–7  | Бер 2012 | Indian Wells Open, US                     | Premier M       | Тверде        | Олена Весніна          | Лізель Губер Ліза Реймонд                      | 2–6, 3–6               |
| Перемога  | 14–7  | Тра 2012 | Brussels Open, Бельгія                    | Premier         | Ґрунт         | Бетані Маттек-Сендс    | - Аліція Росольська - Чжен Цзє                 | 6–3, 6–2               |
| Поразка   | 14–8  | Жов 2012 | China Open                                | Premier M       | Тверде        | Нурія Льягостера Вівес | Катерина Макарова Олена Весніна                | 5–7, 5–7               |
| Перемога  | 15–8  | Січ 2013 | Brisbane International, Австралія         | Premier         | Тверде        | Бетані Маттек-Сендс    | - Анна-Лена Гренефельд - Květa Peschke         | 4–6, 6–4, [10–7]       |
| Перемога  | 16–8  | Лют 2013 | Dubai Championships, UAE                  | Premier         | Тверде        | Бетані Маттек-Сендс    | - Надія Петрова - Katarina Srebotnik           | 6–4, 2–6, [10–7]       |
| Поразка   | 16–9  | Кві 2013 | Porsche Tennis Grand Prix, Німеччина      | Premier         | Ґрунт (i)     | Бетані Маттек-Сендс    | - Мона Бартель - Сабіне Лісіцкі                | 4–6, 5–7               |
| Перемога  | 17–9  | Сер 2013 | Connecticut Open, US (2)                  | Premier         | Тверде        | Чжен Цзє               | - Анабель Медіна Гаррігес - Katarina Srebotnik | 6–3, 6–4               |
| Перемога  | 18–9  | Вер 2013 | Toray Pan Pacific Open, Японія            | Premier 5       | Тверде        | Кара Блек              | - Chan Hao-ching - Liezel Huber                | 4–6, 6–0, [11–9]       |
| Перемога  | 19–9  | Жов 2013 | КНР Open                                  | Premier M       | Тверде        | Кара Блек              | - Віра Душевіна - Аранча Парра Сантонха        | 6–2, 6–2               |
| Поразка   | 19–10 | Бер 2014 | Indian Wells Open, US                     | Premier M       | Тверде        | Кара Блек              | - Сє Шувей - Пен Шуай                          | 6–7(5–7), 2–6          |
| Поразка   | 19–11 | Кві 2014 | Stuttgart Open, Німеччина                 | Premier         | Ґрунт         | Кара Блек              | Сара Еррані Роберта Вінчі                      | 2–6, 3–6               |
| Перемога  | 20–11 | Тра 2014 | Estoril Open, Португалія                  | International   | Ґрунт         | Кара Блек              | Ева Грдінова Валерія Соловйова                 | 6–4, 6–3               |
| Поразка   | 20–12 | Сер 2014 | Мастерс Канада                            | Premier 5       | Тверде        | Кара Блек              | Сара Еррані Роберта Вінчі                      | 6–7(4–7), 3–6          |
| Перемога  | 21–12 | Вер 2014 | Pan Pacific Open, Японія (2)              | Premier         | Тверде        | Кара Блек              | Гарбінє Мугуруса Карла Суарес Наварро          | 6–2, 7–5               |
| Поразка   | 21–13 | Жов 2014 | КНР Open                                  | Premier M       | Тверде        | Кара Блек              | - Andrea Hlaváčková - Peng Shuai               | 4–6, 4–6               |
| Перемога  | 22–13 | Жов 2014 | Фінал WTA, Сінгапур                       | WTA Фінали      | Тверде (i)    | Кара Блек              | Сє Шувей Пен Шуай                              | 6–1, 6–0               |
| Перемога  | 23–13 | Січ 2015 | Sydney International, Австралія           | Premier         | Тверде        | Бетані Маттек-Сендс    | Ракел Атаво Абігейл Спірс                      | 6–3, 6–3               |
| Поразка   | 23–14 | Лют 2015 | Qatar Ladies Open                         | Premier         | Тверде        | Сє Шувей               | Ракель Копс-Джонс Абігейл Спірс                | 4–6, 4–6               |
| Перемога  | 24–14 | Бер 2015 | Indian Wells Open, US (2)                 | Premier M       | Тверде        | Мартіна Хінгіс         | Катерина Макарова Олена Весніна                | 6–3, 6–4               |
| Перемога  | 25–14 | Кві 2015 | Відкритий чемпіонат Маямі з тенісу, US    | Premier M       | Тверде        | Мартіна Хінгіс         | Катерина Макарова Олена Весніна                | 7–5, 6–1               |
| Перемога  | 26–14 | Кві 2015 | Charleston Open, US (2)                   | Premier         | Ґрунт (green) | Мартіна Хінгіс         | Кейсі Деллаква Дарія Юрак                      | 6–0, 6–4               |
| Поразка   | 26–15 | Тра 2015 | Мастерс Рим                               | Premier 5       | Ґрунт         | Мартіна Хінгіс         | Тімеа Бабош Крістіна Младенович                | 4–6, 3–6               |
| Перемога  | 27–15 | Лип 2015 | Вімблдонський турнір, UK                  | Grand Slam      | Трава         | Мартіна Хінгіс         | Катерина Макарова Олена Весніна                | 5–7, 7–6(7–4), 7–5     |
| Перемога  | 28–15 | Вер 2015 | Відкритий чемпіонат США з тенісу          | Grand Slam      | Тверде        | Мартіна Хінгіс         | Кейсі Деллаква Ярослава Шведова                | 6–3, 6–3               |
| Перемога  | 29–15 | Вер 2015 | Guangzhou Open, КНР (2)                   | International   | Тверде        | Мартіна Хінгіс         | Xu Shilin Ю Сяоді                              | 6–3, 6–1               |
| Перемога  | 30–15 | Жов 2015 | Wuhan Open, КНР                           | Premier 5       | Тверде        | Мартіна Хінгіс         | Ірина-Камелія Бегу Моніка Нікулеску            | 6–2, 6–3               |
| Перемога  | 31–15 | Жов 2015 | КНР Open (2)                              | Premier M       | Тверде        | Мартіна Хінгіс         | - Chan Hao-ching - Chan Yung-jan               | 6–7(9–11), 6–1, [10–8] |
| Перемога  | 32–15 | Лис 2015 | WTA Фінали, Сінгапур (2)                  | WTA Фінали      | Тверде (i)    | Мартіна Хінгіс         | Гарбінє Мугуруса Карла Суарес Наварро          | 6–0, 6–3               |
| Перемога  | 33–15 | Січ 2016 | Brisbane International, Австралія (2)     | Premier         | Тверде        | Мартіна Хінгіс         | Анджелік Кербер Андреа Петкович                | 7–5, 6–1               |
| Перемога  | 34–15 | Січ 2016 | Sydney International, Австралія (2)       | Premier         | Тверде        | Мартіна Хінгіс         | Каролін Гарсія Крістіна Младенович             | 1–6, 7–5, [10–5]       |
| Перемога  | 35–15 | Січ 2016 | Відкритий чемпіонат Австралії з тенісу    | Grand Slam      | Тверде        | Мартіна Хінгіс         | Андреа Главачкова Луціє Градецька              | 7–6(7–1), 6–3          |
| Перемога  | 36–15 | Лют 2016 | St. Petersburg Ladies' Trophy, Росія      | Premier         | Тверде (i)    | Мартіна Хінгіс         | - Vera Dushevina - Барбора Крейчикова          | 6–3, 6–1               |
| Поразка   | 36–16 | Кві 2016 | Stuttgart Open, Німеччина                 | Premier         | Ґрунт (i)     | Мартіна Хінгіс         | Каролін Гарсія Крістіна Младенович             | 6–2, 1–6, [6–10]       |
| Поразка   | 36–17 | Тра 2016 | Мастерс Мадрид, Іспанія                   | Premier M       | Ґрунт         | Мартіна Хінгіс         | Каролін Гарсія Крістіна Младенович             | 4–6, 4–6               |
| Перемога  | 37–17 | Тра 2016 | Italian Open                              | Premier 5       | Ґрунт         | Мартіна Хінгіс         | Катерина Макарова Олена Весніна                | 6–1, 6–7(5–7), [10–3]  |
| Перемога  | 38–17 | Сер 2016 | Cincinnati Open, US                       | Premier 5       | Тверде        | Барбора Стрицова       | Мартіна Хінгіс Коко Вандевей                   | 7–5, 6–4               |
| Перемога  | 39–17 | Сер 2016 | Connecticut Open, US (3)                  | Premier         | Тверде        | Моніка Нікулеску       | Катерина Бондаренко Чжуан Цзяжун               | 7–5, 6–4               |
| Перемога  | 40–17 | Вер 2016 | Pan Pacific Open, Японія (3)              | Premier         | Тверде        | Барбора Стрицова       | Лян Чень Ян Чжаосюань                          | 6–1, 6–1               |
| Поразка   | 40–18 | Жов 2016 | Wuhan Open, КНР                           | Premier 5       | Тверде        | Барбора Стрицова       | Бетані Маттек-Сендс Луціє Шафарова             | 1–6, 4–6               |
| Перемога  | 41–18 | Січ 2017 | Brisbane International, Австралія (3)     | Premier         | Тверде        | Бетані Маттек-Сендс    | Катерина Макарова Олена Весніна                | 6–2, 6–3               |
| Поразка   | 41–19 | Січ 2017 | Sydney International, Австралія           | Premier         | Тверде        | Барбора Стрицова       | Тімеа Бабош Анастасія Павлюченкова             | 4–6, 4–6               |
| Поразка   | 41–20 | Кві 2017 | Miami Open, US                            | Premier M       | Тверде        | Барбора Стрицова       | Габріела Дабровскі Сюй Їфань                   | 4–6, 3–6               |
| Перемога  | 42–20 | Січ 2020 | Hobart International, Австралія           | International   | Тверде        | Надія Кіченок          | Пен Шуай Чжан Шуай                             | 6–4, 6–4               |
| Поразка   | 42–21 | Сер 2021 | Tennis in the Land, US                    | Турніри WTA 250 | Тверде        | Крістіна Макгейл       | Сюко Аояма Ена Сібахара                        | 5–7, 3–6               |
| Перемога  | 43–21 | Вер 2021 | Ostrava Open, Чехія                       | Турніри WTA 500 | Тверде (i)    | Zhang Shuai            | Кейтлін Крістіан Ерін Рутліфф                  | 6–3, 6–2               |
| Поразка   | 43–22 | Кві 2022 | Charleston Open, US                       | WTA 500         | Ґрунт (green) | Луціє Градецька        | Андрея Клепач Магда Лінетт                     | 2–6, 6–4, [7–10]       |
| Поразка   | 43–23 | Тра 2022 | Internationaux de Strasbourg, Франція     | WTA 250         | Ґрунт         | Луціє Градецька        | Ніколь Меліхар Дарія Савілл                    | 7–5, 5–7, [6–10]       |

## Зовнішні посилання
Досьє на сайті WTA [Архівовано 2 вересня 2017 у Wayback Machine.]

## Виноски
1. ↑  'Can't push body anymore,' Sania Mirza to retire after Dubai Tennis Championships in February. Архів оригіналу за 24 січня 2023. Процитовано 14 січня 2023.
2. ↑  Sania Mirza announced as UN Women Goodwill Ambassador for South Asia. headQuarters. Архів оригіналу за 12 січня 2015. Процитовано 29 січня 2016.

| Тенісист | Це незавершена стаття про тенісиста чи тенісистку. Ви можете допомогти проєкту, виправивши або дописавши її. |